# Han Hollander

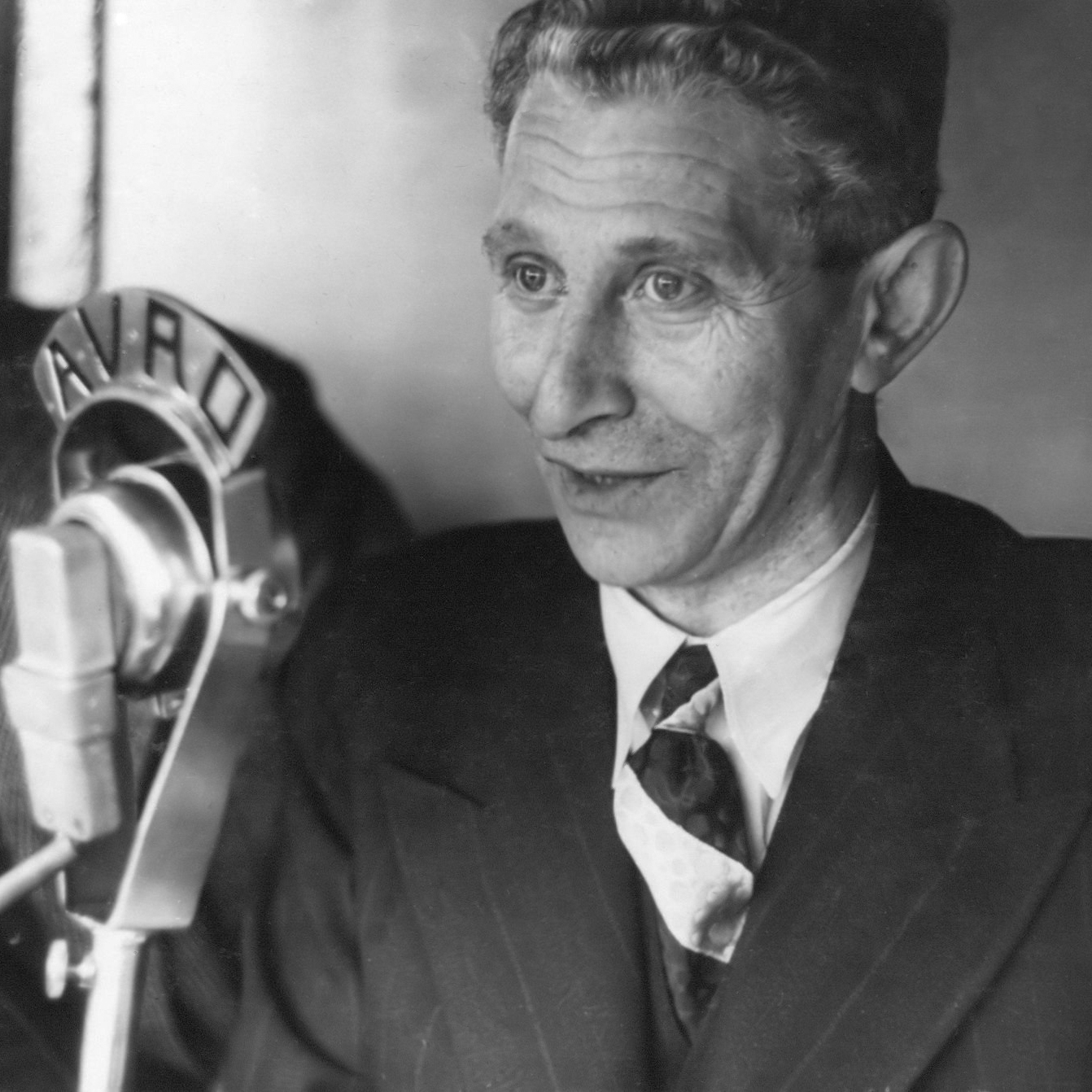
Han Hollander (1938)

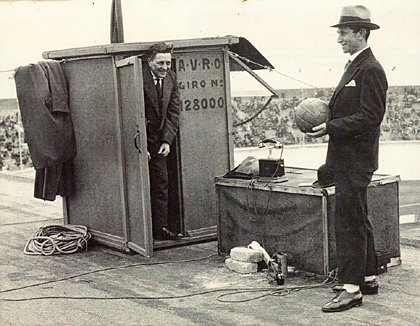
11. März 1928: AVRO-Direktor Willem Vogt (l.) und Hollander auf dem Dach des Amsterdamer Olympiastadions

Hartog „Han“ Hollander (* 5. Oktober 1886 in Deventer; † 9. Juli 1943 im Vernichtungslager Sobibor) war der erste Sportreporter im niederländischen Rundfunk.

## Biographie
Han Hollander war eines von acht Kindern der jüdischen Familie Hollander. Sowohl sein Vater, ein Trödler, wie auch sein Onkel, ein Marktverkäufer, waren wortgewandte Kaufleute, ein Talent, das Hollander offenbar erbte.
1902 gehörte er gemeinsam mit seinem Bruder Karel zu den Mitbegründern des Fußballvereins Go Ahead Eagles Deventer, für den er sich auch den Namen ausdachte; er selbst bekam den Beinamen The Duke (von Hartog). Nach dem Abschluss der Hogereburgerschool – ungewöhnlich für einen jungen Mann aus seiner Schicht – im Jahre 1904 arbeitete er für die Hollandsche IJzeren Spoorweg-Maatschappij, was einen beträchtlichen sozialen Aufstieg für ihn bedeutete; nebenher schrieb er Artikel für Het Sportblad. 1921 verließ er seinen wohldotierten Posten bei der Eisenbahn und wurde stellvertretender Sportchef des Telegraaf. Mit Beginn seiner Journalistenkarriere änderte er seinen eigentlichen Vornamen Hartog in Han, weil dies „niederländischer“ klinge.
Während Hollanders Militärzeit war Willem Vogt, der spätere Direktor der AVRO, einer seiner Kameraden. Als Vogt jemanden für die ersten Sportübertragungen für das niederländische Radio suchte, erinnerte er sich an Hollander und wie anschaulich dieser über Sport erzählen konnte. Am 11. März 1928 erfolgte die erste Übertragung mit Hollanders Beteiligung; dabei handelte es sich um ein Fußballländerspiel zwischen den Niederlanden und Belgien im Nederlandsch Sportpark am Amstelveenseweg in Amsterdam. Diese Übertragung war ein solcher Erfolg, dass Hollander anschließend über mehr als 50 Länderspiele im Radio kommentierte, was ihn in den 1930er Jahren in den Niederlanden äußerst populär machte. Eine Tafel am Olympiastadion Amsterdam erinnert an diese erste Übertragung mit Hollander; bei der 50. am 22. März 1938 wurde er besonders geehrt.
Hollander berichtete auch von anderen Sportarten wie Schwimmen und Leichtathletik. Nach 1930 moderierte er die Radiosendung Sportpraatje. 1936 berichtete er von den Olympischen Spielen aus Berlin. Er wurde von Adolf Hitler empfangen und erhielt eine von diesem unterzeichnete Urkunde, wie alle, die aus der Sicht des Regimes zum Gelingen der Veranstaltung beigetragen hatten.
Am 14. Mai 1940 kapitulierte die niederländische Regierung, nachdem die deutsche Wehrmacht das Land angegriffen hatte; am Tag darauf wurde die AVRO von der deutschen Propaganda übernommen. Am 21. Mai 1940 entließ Willem Vogt Han Hollander sowie weitere jüdische Mitarbeiter der AVRO; zu seinem Freund Hollander brach er den persönlichen Kontakt ab. Die letzte Sendung mit dessen Mitwirkung wurde am 16. Mai 1940 ausgestrahlt. Später erklärte Vogt, er habe die Deutschen nicht „vor den Kopf stossen“ wollen. Dieses Vorgehen von Vogt führte nach dem Krieg zu kontroversen Diskussionen.
Da Hollander die von Hitler unterzeichnete Urkunde besaß, glaubte er, ihm könne nichts passieren und tauchte deshalb zunächst nicht unter. Auf Drängen von Freunden versteckte er sich schließlich doch mit seiner Frau in Vaassen. Als er hörte, dass seine Tochter festgenommen worden war, kehrte er zurück; die gesamte Familie wurde verhaftet und in das Durchgangslager Westerbork gebracht.
Aufgrund der Bekanntheit von Hollander wurde die Familie im nahegelegenen Kamp Hooghalen untergebracht, wo die Bewacher wohnten, und Hollander mit Verwaltungsaufgaben betraut. Han Hollander und seine Frau hätten sich als „etwas Besseres“ gefühlt und auch so aufgeführt, andere Lagerinsassen beschrieben ihn später als „unfreundlich“ und „eingebildet“. Auch bekamen die Hollanders im Lager Besuch von Freunden. Doch während eines Streites mit einer deutschen Jüdin entschlüpften Hollanders Frau Leentje fatale Worte: „Er komt nog wel een andere tijd. Wij zullen jullie Rotmoffen dan wel krijgen. Zo denken hier vele andere Hollanders, maar ze zeggen het niet, althans waar Duitse joden bij zijn.“ („Es kommt nochmal eine andere Zeit. Wir werden Euch dreckige Deutsche dann kriegen. So denken hier viele andere Holländer, aber sie sagen es nicht, weil auch deutsche Juden dabei sind.“) Diese Worte wurden dem Lagerkommandanten hinterbracht, der daraufhin die Deportation der Familie Hollander nach Sobibor anordnete. Dort wurde sie umgehend nach ihrer Ankunft am 9. Juli 1943 ermordet. Der bekannte niederländische Dirigent Jacob Hamel, der wie Hollander im Mai 1940 von Vogt bei der AVRO entlassen worden war, saß im selben Transport und wurde ebenfalls sofort ermordet.
Im Deventer Ortsteil Colmschate ist ein Platz in der Nähe des Sportcentrums de Scheg nach Han Hollander benannt. Am 14. Mai 2009 wurden auf der Amstelkade in Amsterdam Stolpersteine für Han Hollander und seine Ehefrau Leentje Hollander-Smeer verlegt. Die Initiative dazu ging von der AVRO sowie der Direktion des Olympiastadions Amsterdam aus.
Nico Scheepmaker porträtierte Han Hollander in seinem Fußballbuch Het krankzinnige kwartiertje (1978).